# Skonto Hall
De Skonto Hall (ook bekend als de Skonto Arena)  is een multifunctionele arena in Riga, de hoofdstad van Letland. De arena ligt pal tegenover het Skontostadion, de thuisbasis van Riga FC en hiervoor Skonto FC. In 2003 vond hier het Eurovisiesongfestival plaats nadat Letland het jaar daarvoor het liedjesfestijn won in de Estse hoofdstad Tallinn en in 2006 vond hier het wereldkampioenschap ijshockey voor A-landen plaats.